# 刘家堡街道
刘家堡街道，是中华人民共和国甘肃省兰州市安宁区下辖的一个乡镇级行政单位。

## 行政区划
刘家堡街道下辖以下地区：
刘家堡社区、福星路社区、赵家庄社区、吴家庄社区、崔家庄社区、邹家庄社区、马家庄社区和刘家堡涉农社区。